# 民主号战列舰
民主号战列舰（法語：Démocratie）是法國海軍於1900年代建造的前無畏艦，同時為自由級戰艦中第4艘建造的軍艦。本艦屬1900年艦隊法案其中之一，設計佈局承襲自共和級戰艦，與前一級最大的差別在於本級艦採用口徑更大的副砲型號。艦體工程於1903年5月1日在布雷斯特兵工廠開始放置龍骨，1904年4月30日時首次下水，並在1908年1月開始服役。艦上的主要武器為4門305公釐口徑1893/96年型主砲，這些主砲配置於2座雙聯裝砲塔內。其推進系統由3組垂直型三脹式蒸汽機與22台貝爾維爾（Belleville）式鍋爐組成，在航速可達18節（33每小時；21英里每小時）左右。然而以全裝重型火炮（All-Big-Gun）設計概念建造的无畏号战列舰開始於1906年12月服役於英國皇家海軍，這使得本艦及其同型艦在服役時即性能過時。
服役後的民主號，被法國海軍指派至駐紮在土倫的法國地中海艦隊。服務初期，民主號的主要任務為海上演習、執行巡航任務、或是於法國各個地中海港口執行訪問行動等，另外還多次參與國內與國際的海軍閱兵典禮。當第一次世界大戰於1914年8月爆發後，本艦被改編至法國地中海艦隊第2分艦隊，首要任務為協助護航從法屬北非至法國本土間的運兵艦隊，以面對德軍入侵法國北部。接下來民主號隨艦隊前往亞得里亞海，阻止奧匈帝國海軍勢力延伸至地中海海域。隨後在8月的安提瓦里海戰中，民主號協助聯軍艦隊擊沉奧匈帝國海軍的澤塔號防護巡洋艦。海戰之後，民主號仍繼續隨艦隊封鎖亞得里亞海，嘗試與奧匈帝國海軍艦隊交戰，但奧匈帝國海軍堅持不派遣水面艦交戰，僅願意派出潛艇進行襲擊，然而這也大大增加聯軍艦隊被襲擊的危險性，使得民主號等艦僅能有限度地執行海上巡邏任務。在義大利加入協約國一側後，法國海軍才得以把艦隊撤出亞得里亞海。
1916年中期，聯軍為了向希臘政府施加壓力，派遣民主號等艦在希臘海域執行施壓動作，本艦接著隨艦隊直接前往薩洛尼卡，意圖逼迫希臘加入協約國。在戰爭最後的數個月裡，民主號在科孚島和穆茲羅斯之間交替駐紮，度過停戰前最後的歲月。一次世界大戰結束後，法國海軍立刻派遣民主號前往黑海，先是在塞瓦斯托波爾負責監督投降的德軍執行康邊停戰協定，歸還侵占的俄羅斯軍艦，接下來與協約國協助干涉俄國內戰，幫助當地俄國白軍防守敖德薩及塞瓦斯托波爾。1919年5月，鄂圖曼帝國代表團於康士坦丁堡搭乘民主號前往法國，並向協約國簽署塞夫爾條約。民主號返回法國本土後，先是於1920年被法國海軍轉至後備艦隊，後來在1921年時從海军名录除籍，並在2個月後出售拆解。

## 設計

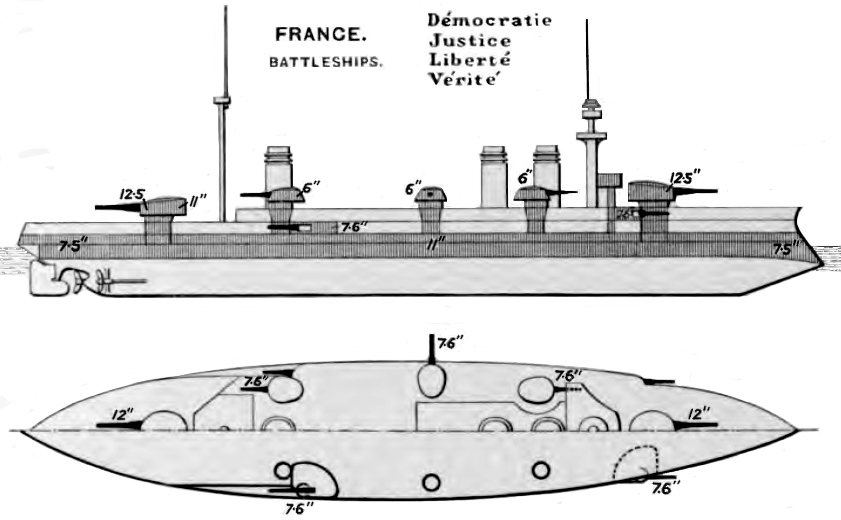
自由級描繪圖，出自1906年的布拉希海軍年鑑（Brassey's Naval Annual）。

自由級戰艦真理號原預計為共和級戰艦的一部分，但在英國皇家海軍開始建造英王愛德華七世級戰艦後，影響到共和級後續的建造計畫，英王愛德華七世級戰艦在副砲口徑上採用9.2英寸（230），促使法國海軍總參謀部要求將接下來要建的4艘共和級戰艦重新設計，以便能配置口徑更大的副砲。然而諷刺的是，設計師白勞易曾預計在共和級戰艦上提出相關配備方案，但因口徑較小的164.7（6.48英寸）口徑火炮射速較快，因而總參謀部拒絕口徑較大的副砲方案。這項改動除了造成武器配備不同外，大體上與共和級戰艦相似，因此自由級所屬的4艘同型艦有時被認為是共和級的亞型艦。
民主号战列舰於1903年5月1日在布雷斯特兵工廠放置龍骨，是4艘自由級戰艦中最晚建造的軍艦。然而本艦建造僅經過1年，便於1904年4月30日首次下水；最終於1908年1月開始服役，成為4艘同型艦中最早服役的軍艦。不過另一個海軍強權英國已研發出劃時代戰艦无畏号，並在1906年12月2日開始服役，該艦採全巨砲設計（all-big-gun），主砲為10門12英寸（300）口徑火砲，同時使用能提供更快航速的蒸汽渦輪發動機當作推進系統，使得包括本艦在內的所有前无畏艦顯得過時。
本艦全長135.25（443英尺9英寸），舰宽24.25（79英尺7英寸），平均吃水深度為8.2米（26英尺11英寸）。在滿載狀況下，民主號排水量在14,900公噸（14,700長噸）。推進系統上，本艦採三軸推進，使用垂直型三脹式蒸汽機，並安裝22台貝爾維爾（Belleville）式鍋爐，可提供17,500匹公制馬力（17,300匹指示馬力），使最高航速達18節（33每小時；21英里每小時）。艦上平時燃煤庫存為900公噸（890長噸；990短噸），最大儲存量可達1,800公噸（1,800長噸；2,000短噸）在最大燃煤庫存下，若以10節（19每小時；12英里每小時）巡航速度航行，其續航半徑可達8,400海里（15,600；9,700英里）。出航執勤時，艦上可容納32名軍官及710名船員。
民主號的主要武器為4門305公釐口徑1893/96年型主砲，這4門主砲安裝在2座雙聯裝砲塔內，並平均分配至前甲板與後甲板側。次要武器上則為10門194公釐口徑1902年型火砲；其中6門以單裝方式安裝在砲塔內，另外4門則設置在船體炮廓處。另外還有13門65公釐口徑1891年型火砲及10門哈其開斯3磅艦炮等；舷侧兩側水線下方另有2組450（17.7英寸）口徑魚雷管。
本艦的主裝甲帶在船舯最大厚度為280（11英寸），並與2裝甲甲板相連接著，上裝甲甲板與下裝甲甲板的厚度分別為54（2.1英寸）與51（2.0英寸），在主裝甲帶與裝甲甲板相連處的傾斜裝甲厚為70（2.8英寸）。主砲塔最大裝甲厚度位於砲塔正面，厚度達360（14英寸），而副砲塔正面裝甲厚度也有156（6.1英寸）厚，位在炮廓處的副砲則以174（6.9英寸）厚的裝甲保護著；另外，司令塔側面以266（10.5英寸）厚的裝甲保護著。

### 改裝
在1912年到1914年期間，法國海軍試圖嘗試改裝民主號與真理號等艦，以便能改進305公釐口徑1893/96年型主砲性能，不過針對火炮提升仰角或是相關增加射程等改進方案在多次嘗試後都以失敗收場；然而海軍人員改將砲塔後方兩側的空艙間灌水注滿，讓砲塔向後傾斜2度，被動地讓火炮仰角有所提升，同時使最大射程半徑從12,500至13,500（41,000至44,300英尺）。1915年至1916年期間，副砲塔配置一台新的電動機，用以提升運轉及升降效率；另外位在艦橋兩側的哈其開斯3磅艦炮被移除，後上層建築的2門3磅艦炮則被移至後主砲塔頂部。1915年12月8日，海軍司令部發布命令，要求將艦上的輕裝火炮數量修改為8門3磅艦炮及10門65 mm（2.6英寸）口徑1902年型火砲。1916年時，一部分的輕裝火炮再次進行改裝，其中4門3磅艦炮改以高角度防空座安置，並配置在後主砲塔及第7與第8座副砲塔頂部。在射控系統上，本艦於1912年至1913年期間安裝2組長2（6英尺7英寸）的巴爾與史特勞德測距儀。

## 服役歷程

### 1903年至1911年期間

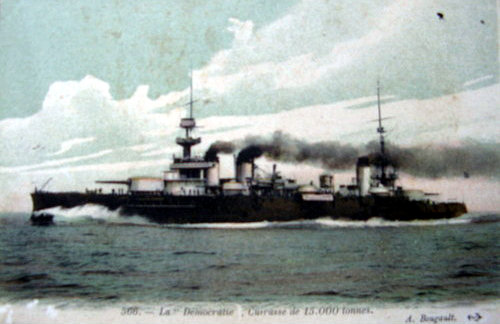
民主號戰艦的彩色化攝像。

民主号战列舰於1903年5月1日在布雷斯特兵工廠放置龍骨，是4艘自由級戰艦中最晚建造的軍艦。然而本艦建造僅經過1年，便於1904年4月30日首次下水；最終於1908年1月開始服役，成為4艘同型艦中最早服役的軍艦，比首艦自由號快了將近2個月。然而同時期英國的无畏号战列舰卻已在1906年12月2日開始服役，該艦採全巨砲設計（all-big-gun），主砲使用10門12英寸（300）口徑火跑，並使用能提供更快航速的蒸汽渦輪發動機當作推進系統，使得本艦在服役時即性能過時。服役後的民主號，於1908年1月20日離開布雷斯特前往土倫，並在1908年3月10日被分派至法國地中海艦隊第1戰鬥分艦隊第1總隊，與共和號、祖國號在同一艦隊。從1908年6月10日至7月期間，民主號隨地中海分艦隊及北方分艦隊（Escadre du Nord）在比塞大進行年度演習。1908年10月1日，第1總隊準備前往西班牙巴塞隆那，但因民主號的艦名恐會冒犯到西班牙波旁王朝及國王阿方索十三世，法國政府因而不准許民主號加入艦隊行列。
當民主號於1909年2月18日至24日隨艦隊停靠在濱海自由城期間，曾經讓摩納哥親王阿爾伯特一世登艦視察過。在阿爾伯特一世離開後，民主號立刻隨地中海分艦隊前往科西嘉島進行海上演習，並在1909年4月26日返回濱海自由城參與由法國總統阿尔芒·法利埃主持的海軍閱兵典禮。自1909年6月2日起，民主號隨自由號、祖國號、歐內斯特·勒南號等艦啟程前往大西洋進行海上演習；在出發10日後，位於西班牙加的斯執行任務的共和號、正義號、伽利略號前來會合，一同前往大西洋，此次的演習項目包括在昂蒂奧什海峽以潛艇艦隊為假想敵進行作戰；接著艦隊向北航行到拉帕利斯港灣進行無線裝置測試，後又前往基伯龍灣進行射擊訓練。自1909年7月8日至15日期間，民主號隨艦隊停靠在布雷斯特進行整補，接著於次日航行到勒阿弗爾。1909年7月17日，北方分艦隊前來與地中海分艦隊會合，並一同參與由法國總統阿爾芒·法利埃舉行的海軍閱兵典禮。10天過後，兩艦隊一同航行至瑟堡參與另一場海軍閱兵典禮，這場典禮舉辦的時間剛好與俄羅斯沙皇尼古拉二世訪問法國行程同時相遇，尼古拉二世隨後前來出席這場海軍閱兵典禮。1909年8月17日，民主號、共和號、祖國號等艦啟程返航，並於1909年9月6日返回土倫。

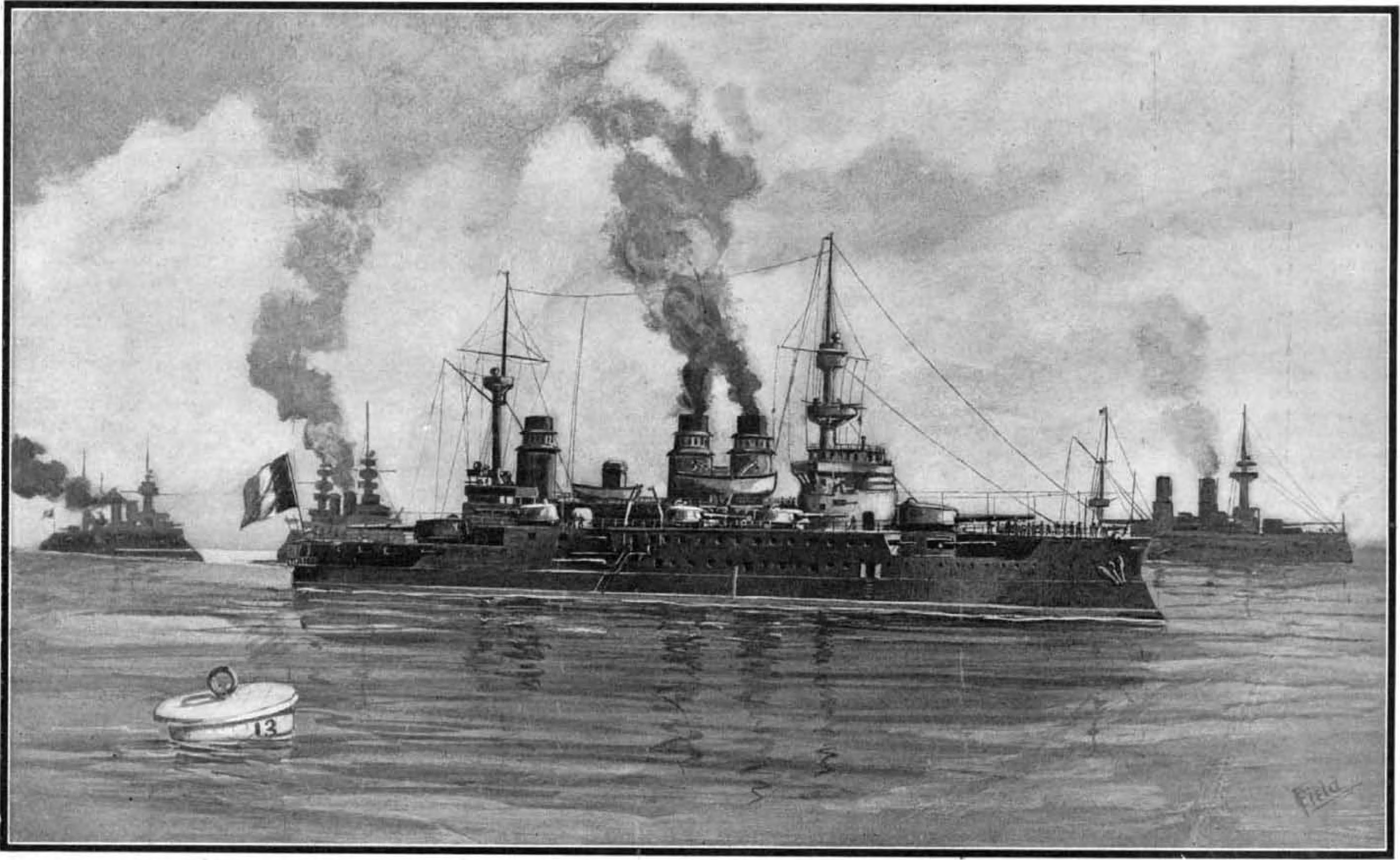
民主號描繪圖。

自1910年2月18日起，民主號與共和號、祖國號、蘇弗朗號、正義號、真理號一同前往胡安灣進行演習，演習目標為對尼斯為假想敵對港口進行模擬攻擊。民主號接下來於1910年5月21日至6月4日間，隨第1總隊前往薩丁尼亞島和阿爾及利亞進行海上演習行動，接著於1910年6月7日至18日間與第2總隊進行聯合演習。此分艦隊於1910年8月以猛烈號鐵甲艦為靶艦進行射擊訓練；民主號在這場訓練中，以22.7%的命中率獲得艦隊第二佳績，僅次於其姊妹艦正義號。1910年12月初，由於艦上大規模傷寒，許多船員都遭到感染，迫使海軍高層要求本艦僅能駐紮在胡安灣，試圖以隔離來控制疫情。所幸到12月15日時，艦上的疫情已經平息。1911年4月16日時，法國總統阿爾芒·法利埃、海軍部長泰奧菲勒·德爾卡塞、公共工程和郵電部長查爾斯·杜蒙等人搭乘真理號，並在民主號等多艘軍艦護衛下前往比塞大。艦隊在2天後抵達該地，並於1911年4月19日在當地舉行一場閱兵典禮，出席的艦艇還包括2艘英國戰艦、2艘義大利戰艦，以及1艘西班牙巡洋艦等。護航艦隊後來於1911年4月29日返回土倫，總統阿爾芒·法利埃在艦隊抵達港口後，宣布獎賞船員們2倍糧食配給，並免除任何懲戒，來感謝他們傑出的表現。1911年5月至6月期間，民主號隨第1總隊及歐內斯特·勒南號、萊昂·甘必大號等裝甲巡洋艦在西地中海海域進行巡航任務，並同時造訪卡利亞里、比塞大、邦纳、菲利普維爾、阿爾及爾、布日伊等多個港口。
隨著次型丹東級戰列艦開始陸續服役，法國海軍於1911年8月1日將丹東級各艦分派至第1分艦隊，並將民主號等4艘同級艦，以及2艘共和級戰艦改編至第2分艦隊。1911年9月4日，2組分艦隊在土倫參與一場由總統阿爾芒·法利埃主持的大型艦隊閱兵儀式；隨後民主號與第2分艦隊在賀瑞斯·若雷吉貝里海軍上將的帶領下，於1911年9月11日駛往胡安灣及馬賽等海域進行海上演習，5天之後返回土倫。1911年9月25日，自由號因彈藥艙殉爆而損毀，事後推定起因為砲彈裝藥裡的硝化纖維自燃所造成的。爆炸造成的碎片重創停靠在自由號附近的數艘戰艦，造成本艦3名船員被碎片擊中而罹難。儘管爆炸事故發生，但艦隊在1911年餘下的時間裡仍照常進行操演及巡航任務，其中包括在1911年12月15日前，民主號隨艦隊巡航至萊斯薩林斯（Les Salins）、萊拉旺杜、波克羅勒島等。

### 1912年至1914年期間

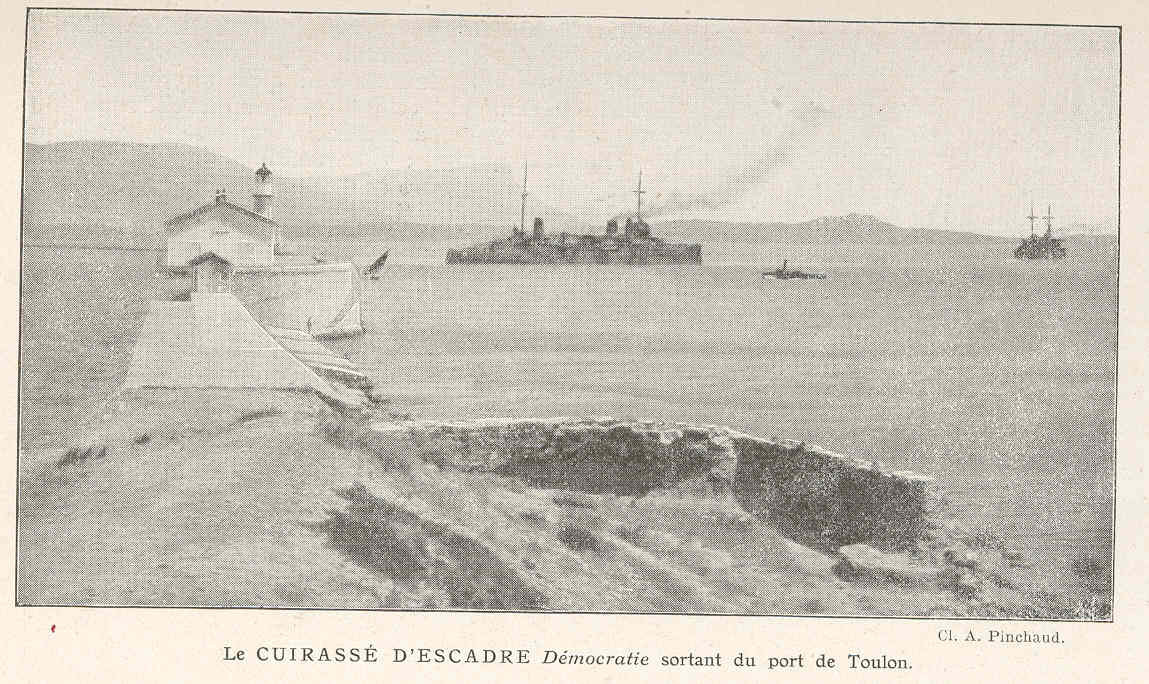
民主號正駛離土倫港口，1913年。

1912年4月，海軍部長泰奧菲勒·德爾卡塞登艦視察民主號；視察結束後，民主號隨第2分艦隊的4艘軍艦一同出海進行操演。1912年7月2日至12日期間，海軍上將奧古斯汀·布埃·德·拉佩雷爾先是於胡安灣視察兩戰艦分艦隊，其中包括民主號；接著帶領艦隊先巡航至科西嘉島，然後再前去法屬阿爾及利亞。在1912年剩餘的日子裡，民主號較無安排任何主要活動；但在1912年10月2日時，本艦先是前往比塞大與共和號、祖國號、蘇弗朗號會合，接著於1912年10月18日返回胡安灣。1913年1月初期，民主號隨艦隊前往萊拉旺杜附近海域進行操演活動。法國海軍接著在1913年5月19日集結當時16艘戰艦，於土倫及薩丁尼亞島之間的海域進行大規模演習，並以法國總統雷蒙·普恩加萊主持的海軍閱兵典禮完結任務。本艦接下來於1913年7月1日至4日期間，隨艦隊在外海進行短期砲術訓練。自1913年8月23日起，本艦隨第2分艦隊離開土倫，並與朱爾·費里號裝甲巡洋艦、埃德加·吉涅號裝甲巡洋艦、以及兩驅逐區艦隊於大西洋海域進行海上訓練演習。在前往布雷斯特途中，艦隊還短暫停靠在丹吉爾、魯瓦揚、勒韋爾東、拉帕利斯、基伯龍灣、瑟堡等地，最終於1913年9月20日抵達目的地，同時在當地遇到一支由4艘戰艦、5艘巡洋艦組成的俄羅斯分艦隊。在布雷斯特停靠一段日子後，第2分艦隊開始返航，並在中途停靠在加的斯、丹吉爾、凱比爾港、阿爾及爾、比塞大，最終於1913年11月1日抵達土倫。民主號接者於1913年12月3日時，與正義號、共和號、真理號一同進行魚雷操演及測距訓練。
1914年1月19日，民主號隨第2分艦隊一同進行魚雷操演，並於同月下旬隨艦隊航往比塞大，然後於1914年2月6日返回土倫。民主號、正義號、共和號、真理號後於1914年3月4日被法國海軍調遣至第1戰艦分艦隊，並與第2輕裝分艦隊前去訪問薩丁尼亞島及韋基奧港。第2輕裝分艦隊又於1914年3月30日前往馬耳他訪問英國地中海艦隊，直到1914年4月3日才返回土倫。在1914年5月28日的艦隊演習期間，蘇弗朗號因失去動力而與民主號相撞，最終僅蘇弗朗號損失左錨與錨鏈筒，民主號則受損輕微，仍能夠與艦隊進行操演。本艦後來還於1914年6月份期間隨艦隊訪問各個港口，但在奧匈帝國皇儲弗朗茨·斐迪南大公於1914年6月遇刺後，歐洲大陸於7月開始爆發戰爭危機，所有艦隊僅能在港口待命。隨著國際緊張局勢加劇，法國海軍同意各艦可在沿岸進行短期操演行動。

### 第一次世界大戰期間

#### 1914年至1915年期間
當第一次世界大戰於1914年7月爆發後，法國政府便在1914年8月1日宣布全面動員。海軍上將奧古斯汀·布埃·德·拉佩雷爾於次日下令所有法國艦隊需在22：15時開始預先運轉鍋爐，以便讓所有軍艦能夠在次日早些時刻啟程出發至法屬北非。為避免遭到以格本號大巡洋艦為首的德國地中海支艦隊襲擊，法國海軍決定派遣所有可以戰鬥的軍艦護衛往來於法屬北非至本土間的部隊運輸艦群。法國海軍將民主號與正義號一同編至法國地中海艦隊第2分艦隊第2總隊。本艦最初的任務為協助護航法國陸軍第19軍團共7000名軍人從阿爾及利亞到法國本土，該軍團分別由7艘客輪搭載。護航至中途時，第2總隊將任務交接給前來支援的讓·巴爾號、孤拔號、孔多塞號、韋尼奧號等艦，讓後者護航運輸艦隊返回法國本土；而德艦格本號在砲擊邦纳與菲利普維爾的法軍設施後，就徑直地朝君士坦丁堡方向離去，而非針對地中海航運進行襲擊，所以本艦最終沒有與德艦相遇。
隨著英國與法國在1914年8月12日向奧匈帝國宣戰，戰事持續地擴大當中，法國海軍緊接著派遣第1分艦隊與第2分艦隊到南亞得里亞海阻止奧匈帝國海軍從中地中海海域突破。法國艦隊於1914年8月15日抵達奧特朗托海峽，並與在奧索尼島北方海域巡邏的英艦防衛號及韋茅斯號會合。布埃·德·拉佩雷爾接著帶領英法艦隊駛入亞得里亞海，試圖與奧匈帝國艦隊展開激戰。第二天清晨，英法兩軍的巡洋艦皆發現有不明船艦接近中，後來確認是正在執行封鎖蒙特內哥羅沿岸任務的奧匈帝國艦艇澤塔號及烏蘭號，隨後爆發安提瓦里海戰。儘管法軍以戰列線戰術襲擊奧軍艦隊，但布埃·德·拉佩雷爾在剛開始時下令所有戰艦先鳴炮示警，造成聯軍艦隊的砲手混亂，同時讓烏蘭號順利逃脫。航速較慢的澤塔號同樣試圖逃離戰線，不過聯軍艦隊的砲火多次命中澤塔號，使得該艦發動機失效，同時也造成艦體發生火災，隨後不久就沉入海底。英法聯軍在海戰勝利後，也撤回至原本控制的海域範圍。
接下來3天，民主號隨法國艦隊在亞得里亞海南方海域巡邏，期望奧匈帝國派艦前來交戰，然而奧匈帝國卻沒有派遣任何一艘艦前去反擊。1914年8月17日，由於當日艦隊在海上遭遇一場大霧，民主號與正義號因視線不良，於09:20時發生相撞意外，民主號的方向舵與中螺旋槳受損，而正義號的船艏則是被撞凹。共和號隨後於當日12:40前來救援；拖著本艦先是經過科孚島，接著於1914年8月20日抵達馬爾他。儘管修理工作幾乎完成，僅剩新的中螺旋槳尚未安裝，但本艦仍返回艦隊繼續執勤。1914年9月1日，民主號接著隨法國艦隊前往卡塔羅，試圖以轟炸設施來引誘奧匈帝國艦隊出來對戰，但最終未能成功。1914年9月18日至19日期間，聯軍再次派遣艦隊入侵亞得里亞海，並一度推進到維斯島一帶海域。在向南返回時，數艘法國巡洋艦無意中闖入卡塔羅的岸防砲射程範圍內，民主號和祖國號立刻以火炮壓制對方，掩護巡洋艦撤退。1914年9月25日，法國海軍將本艦調回土倫，並安裝上新的中螺旋槳。
聯軍艦隊於1914年10月至11月間仍持續地在該海軍執行作戰任務，其中包括在蒙特內哥羅沿岸一帶執行掃蕩任務，掩護在該海域進行補充煤炭的商船等，然而承擔防守地中海防線重責的法國艦隊在初期時缺乏適合的前線基地，進而在該海域的行動都受到限制。雖然英國同意法國海軍可自由使用馬耳他的軍港，讓法軍艦艇可在馬耳他及土倫兩港口間輪流定期維護，但馬耳他仍距離亞得里亞海數百英里遠，並不適合擔當前線基地。除此之外，奧地利海軍不時派遣數艘潛艇襲擊該海域內的船艦，這些水下威脅也極大地威脅協約國軍艦在亞得里亞海的行動。例如在1914年12月，奧匈帝國U-12號潛艇擊傷让·巴尔號，迫使英法聯軍艦隊暫時停止主要任務，並退守至馬爾他或比塞大兩地。隨著協約國部隊於巴爾幹半島有所進展後，法國人才獲得科孚島這座前線基地，得以暫時解決補給線過長的問題。在本月剩下的時間裡，民主號仍隨艦隊停留在納瓦里諾灣，隨後前往基西拉島與克里特島之間海域執行巡邏任務至次年5月7日為止。當義大利王國於1915年5月倒戈至協約國陣營後，法國海軍就將亞得里亞海的控制權交給了義大利皇家海軍，同時將法艦撤回至馬爾他與比塞大兩地，法國海軍後續還將比塞大建造為法國主要的艦隊基地之一。

#### 1916年至1918年期間
1916年1月，法國海軍將正義號與民主號調遣至達達尼爾總隊，協助加強達達尼爾海峽海軍實力，並掩護正在撤離加里波利之戰的陸軍部隊。民主號後來於1916年4月11日出發前往土倫進行維修，然而在行經马莱阿斯角時與俄羅斯籍輪船奧德薩號（SS Odessa）發生擦撞意外，所幸本艦僅受損輕微。法國海軍接著於1916年6月重組艦隊，民主號與其兩艘同型艦、兩艘共和級戰艦、以及蘇弗朗號等被改編至第3分艦隊。由於希臘王國康斯坦丁一世較親近德國，加上他的王后索菲是威廉二世的妹妹，所以希臘在一戰爆發後一直處在中立狀態。在加里波利之戰挫敗撤退後，英法聯軍士氣低迷。為了在巴爾幹半島開啟新戰線，英法兩國開始策畫如何逼迫希臘政府倒向協約國一方，法國海軍甚至派出第3分艦隊試圖向希臘施壓。在1916年6月和7月期間，民主號在薩洛尼卡及穆茲羅斯之間交替值勤，隨後於1916年8月12日轉移至科孚島，並加入駐紮在當地的艦隊。1916年8月27日，民主號隨第3分艦隊前往米洛斯島，並於1916年9月1日再次出海航往凱雷特西尼。接著民主號、祖國號、蘇弗朗號於1916年10月7日前往雅典近郊一處錨泊處埃萊夫西納，準備對希臘艦隊發起攻擊，本艦原預計攻擊希臘基爾基斯號戰艦，不過該計畫後來被擱置，而法國人也在1916年10月19日順利地奪取整個希臘艦隊。
自1916年8月起，希臘親協約國的政府人士發起十一月事件，準備推翻君主制，英法兩國眼看機不可失，立刻軍事介入這起事件中。法國軍方接著在1916年12月1日派遣部隊在雅典登陸，以便支援親協約國一派，而民主號等軍艦則在沿岸準備進行支援。不過在雅典的戰事並不如意，搶灘的英法部隊被希臘軍隊及武裝平民擊敗，只得再度搭艦撤離，之後司令部下令對保皇派控制的希臘地區進行海上封鎖。這場僵局延燒到1917年6月後，康斯坦丁一世因承受不住壓力而被迫遜位，並默認盟軍在馬其頓的軍事行動。第3分艦隊在此事件後解編，民主號於1917年7月1日返回第2分艦隊，與2艘自由級戰艦及3艘丹東級戰列艦在同一艦隊。由於接下來有一段時間煤炭短缺，第2分艦隊僅能一直駐防在科孚島，直到1918年9月下旬才能再次出海操演，或是協防該處海域並封鎖達達尼爾海峽。1918年10月下旬過後，同盟國陸續向英法兩國簽署停戰協定，象徵著第一次世界大戰正式結束。法國海軍接著將第2分艦隊調往君士坦丁堡，來監督投降的鄂圖曼帝國軍隊，民主號與正義號接著更深入至黑海，監督德國人歸還在戰時扣押的俄艦給俄國。

### 第一次世界大戰後
一次大戰結束後不久，民主號、正義號以及一艘驅逐艦加入協約國艦隊，在這艦隊當中包括英國壯麗號、魯莽號、以及義大利的羅馬號等。這支艦隊的目的地在黑海的塞瓦斯托波爾，主要任務為監督當地德軍執行康邊停戰協定，並要求曾依照布列斯特-立陶夫斯克條約而佔領當地俄羅斯海軍設施的德軍撤離。為了保衛附近海域，法國特遣隊派遣船員至2艘俄羅斯驅逐艦及2艘德國U型潛艇，其他盟軍艦艇也派遣一些船員登上當地的俄羅斯與德國艦艇，這些船隻在協約國的控制下出海執行護航任務。
1919年1月7日，米拉波號抵達塞瓦斯托波爾與民主號替換職務，而民主號則被調回君士坦丁堡加入第2分艦隊，與正義號、狄德罗号、韦尼奥号、法兰西号在同一艦隊內。法國海軍司令部後來將民主號派往士麥那，防止義大利佔領該地區。民主號後來調回黑海，並於1919年5月與歐內斯特·勒南號一同抵達敖德薩，最終於1919年5月25日返回君士坦丁堡。鄂圖曼帝國大維齊爾達馬特·費里德帕夏後來搭乘民主號抵達法國本土，準備與協約國商討和平條約，最後協約國與鄂圖曼帝國簽訂塞夫爾條約。民主號於1919年6月11日到達土倫，並且直到1920年4月1日調至後備艦隊前皆無執行任何任務。法國海軍最後於1921年5月18日在海军名录上將民主號除籍，並在2個月後賣給拆船廠，隨後本艦被拖往義大利薩沃納拆解。